# إدوارد ماغواير (ملحن)
إدوارد ماغواير (بالإنجليزية: Edward McGuire)‏ هو ملحن بريطاني، ولد في 1948.

## وصلات خارجية
- إدوارد ماغواير على موقع ميوزك برينز (الإنجليزية)
- إدوارد ماغواير على موقع ميوزك برينز (الإنجليزية)
- إدوارد ماغواير على موقع ديسكوغز (الإنجليزية)